# Jaime Giraldo
Jaime Andrés Giraldo Ocampo (Granada, Antioquia, Colombia; 8 de febrero de 1998) es un futbolista colombiano. Juega como defensa o lateral izquierdo y su equipo actual es el Operário del Campeonato Brasileño de Serie B.

## Independiente Medellín
Tuvo su primera convocatoria con el primer equipo del Independiente Medellín para el partido frente a Cortuluá, aunque no pudo debutar.   
Debutó profesionalmente con el primer equipo del Independiente Medellín el 3 de septiembre de 2017 en el partido de la Liga Águila - 2 ante Independiente Santa Fe, comenzando como titular bajo la dirección técnica de Juan José Peláez en la derrota 0-1.

## Clubes
| Club                   | País     | Año       | Partidos |
| ---------------------- | -------- | --------- | -------- |
| Independiente Medellín | Colombia | 2017-2021 | 16       |
| Deportivo Pasto        | Colombia | 2021      | 10       |
| Atlético Bucaramanga   | Colombia | 2022      | 6        |
| Atlético Huila         | Colombia | 2022-2023 | 21       |
| Unión Magdalena        | Colombia | 2024      | 32       |
| Operário               | Brasil   | 2025-act. | 3        |

## Palmarés

### Campeonatos nacionales
| Título        | Club                   | País     | Año  |
| ------------- | ---------------------- | -------- | ---- |
| Copa Colombia | Independiente Medellín | Colombia | 2019 |
| Copa Colombia | Independiente Medellín | Colombia | 2020 |